# L'età della violenza
L'età della violenza (The Good Die Young) è un film del 1954 diretto da Lewis Gilbert.
Una pellicola di produzione britannica, adattamento di un soggetto dello scrittore e sceneggiatore Richard Macaulay. La pellicola narra, investigandoli anche dal punto di vista psicologico, la storia di quattro disperati che, per motivi diversi, organizzano insieme una rapina ad un furgone postale.

## Trama
A Londra, quattro uomini di diversa estrazione hanno una grande necessità di trovare denaro e finiscono per essere coinvolti in un rischioso piano per rapinare un furgone postale carico di contanti. Joe Halsey, un veterano americano, sogna di usare la sua parte del bottino per riconquistare l'amore di Mary Halsey, sua moglie dominata dalla madre, e portarla dall'Europa agli Stati Uniti. Mike Morgan, un pugile professionista in declino, ha bisogno di soldi dopo essere diventato inabile a combattere a causa di un infortunio alla mano e dopo che i suoi risparmi sono stati rubati dal cognato disonesto. Eddie Blaine, un sergente dell'aeronautica militare, ha bisogno di soldi dopo aver disertato e dopo aver scoperto l'infedeltà di sua moglie, l'attrice Denise Blaine e, infine, il gentiluomo aristocratico in bancarotta, Miles "Rave" Ravenscourt , un tempo decorato in guerra, ora un donnaiolo e giocatore compulsivo, che ha bisogno disperatamente da più soldi per saldare i suoi debiti di gioco e mantenere il suo stile di vita sontuoso.

## Produzione
Il film fu prodotto dalla Remus e da Romulus Films (presents) (con il nome Romulus).

## Distribuzione
Il film uscì in prima a Londra, il 2 marzo 1954, distribuito nel Regno Unito dall'Independent Film Distributors (IFD). Negli USA, venne distribuito dalla United Artists. Fu presentato in prima a Fargo, nel Nord Dakota, il 29 novembre 1955.